# Akçaabat
Akçaabat è una città della Turchia, centro dell'omonimo distretto della provincia di Trebisonda.